# Diane Ladd
Diane Ladd, született Rose Diane Ladner (Laurel, 1935. november 29. –) BAFTA- és Golden Globe-díjas amerikai színésznő.
Három alkalommal jelölték Oscar-díjra, Alice már nem lakik itt (1974), Veszett a világ (1990), valamint Rózsa és tövis (1991) című filmjeivel. Az Alice már nem lakik itt női mellékszerepével egy BAFTA-díjat is átvehetett. 
További fontosabb filmjei közé tartozik a Kínai negyed (1974), a Karácsonyi vakáció (1989), a Kísért a múlt (1996), A nemzet színe-java (1998), a 28 nap (2000) és a Joy (2015).
1981-ben az Alice című szituációs komédiával nyert Golden Globe-ot. Az 1990-es években a Quinn doktornő, a Grace Under Fire és az Angyali érintés epizódszerepeivel három Primetime Emmy-jelölést is szerzett. 
Korábban Bruce Dern színész felesége volt, lányuk, Laura Dern szintén színésznő lett.

## Fiatalkora és családja
Rose Diane Ladnier néven született 1935. november 29-én (téves források szerint 1942-ben), Preston Paul Ladnier állatorvos és Mary Bernadette háztartásbeli egyetlen gyermekeként. Mississippi Laurel nevű településén született, ahová szülei egy családi hálaadási ünnepségre utaztak. Pár héttel később visszatértek eredeti lakóhelyükre, Meridianbe, ahol a lány – édesanyja révén – katolikus hitben nevelkedett. A Saint Joseph School, majd a Meridian High School tanulója lett, 16 évesen érettségizett.
17 évesen debütált másodunokatestvére, Tennessee Williams Orpheus Descending című darabjának New York-i színházi előadásában. Táncosnőként a híres Copacabana klubban is fellépett. 

## Pályafutása
Színészi pályafutásának elején főként televíziós epizódszerepeket vállalt. 1973-ban lányával, Laura Dernnel közösen tűnt fel az Olcsó Whiskey című akciófilmben, mely Dern filmes debütálása is volt. 1974-ben Roman Polański Kínai negyed című rendezésében szerepelt. Ugyanebben az évben érte el egyik legnagyobb szakmai sikerét az Alice már nem lakik itt mellékszereplőjeként, amellyel Oscar-, és Golden Globe-jelölések mellett BAFTA-díjat nyert. A filmet 1980-ban egy Alice című sorozat követte, Ladd ebben is szereplést vállalt és egy Golden Globe-ot nyert.
1991-ben két filmdrámában, a Veszett a világ és Rózsa és tövis című filmekben is főszerepet alakíthatott, mindkettőben Laura Dern oldalán. Ladd ezekkel a művekkel újabb két Oscar-jelölést szerzett. Utóbbi filmmel Dern is Oscar-jelölést kapott, így első alkalommal jelöltek egy anyát és lányát ugyanazon az Oscar-gálán díjra. A két színésznőt szintén egyazon gálán nominálták Golden Globe-ra is. Az 1992-es, könnyedebb hangvételű Csókolj, ölelj, tégy raboddá! című vígjátékban Ladd édesanyja színésztársaként tűnt fel.
Az 1990-es évek elején több tévésorozattal is Primetime Emmy-díjra jelölték, elsőként a Quinn doktornő, majd a Grace Under Fire és végül az Angyali érintés vendégszínésznőjeként. 2004-ben a Stephen King nevével fémjelzett Kingdom Hospital – A félelem kórháza című minisorozatban tűnt fel. 2011 és 2013 között a Laura Dern által megalkotott és főszereplőként is jegyzett Megvilágosultam című vígjáték-drámasorozat szereplőgárdájának tagja volt. 2016-tól 2022-ig a Chesapeake Shores című drámasorozatban volt főszereplő.

## Magánélete
1960 és 1969 között Bruce Dern színész felesége volt, két lányuk született: Diane Elizabeth Dern (1961) és Laura Elizabeth Dern (1967). Elizabeth csecsemőkorában hunyt el, miután egy úszómedencébe zuhanva fejsérülést szenvedett.
Miután Derntől elvált, ugyanabban az évben hozzáment William A. Shea Jr.-hoz. Második házassága 1977-ben ért véget, 1999-ben vette őt feleségül harmadik, jelenlegi férje, Robert Charles Hunter.

## Filmográfia

### Film
| Év   | Magyar cím                          | Eredeti cím                           | Szerep                               | Magyar hang        |
| ---- | ----------------------------------- | ------------------------------------- | ------------------------------------ | ------------------ |
| 1966 | A vad angyalok                      | The Wild Angels                       | Gaysh                                |                    |
| 1969 | Zsiványok                           | The Reivers                           | Phoebe                               |                    |
| 1970 |                                     | The Rebel Rousers                     | Karen                                |                    |
| 1970 |                                     | Macho Callahan                        | lány                                 |                    |
| 1970 |                                     | WUSA                                  | pultoslány (stáblistán nem szerepel) |                    |
| 1971 |                                     | The Steagle                           | Mrs. Forbes                          |                    |
| 1973 | Olcsó Whiskey                       | White Lightning                       | Maggie                               |                    |
| 1974 | Kínai negyed                        | Chinatown                             | Ida Sessions                         | Dallos Szilvia     |
| 1974 | Alice már nem lakik itt             | Alice Doesn't Live Here Anymore       | Flo                                  | Borbás Gabi        |
| 1976 |                                     | Embryo                                | Martha Douglas                       |                    |
| 1981 | Szerelem az éjszakában              | All Night Long                        | Helen Dupler                         | Menszátor Magdolna |
| 1983 | Gonosz lélek közeleg                | Something Wicked This Way Comes       | Mrs. Nightshade                      | Menszátor Magdolna |
| 1983 |                                     | Sweetwater (rövidfilm)                | Lucy                                 |                    |
| 1987 | Fekete özvegy                       | Black Widow                           | Etta                                 | Zsolnai Júlia      |
| 1988 | Iskolai nyomozó                     | Plain Clothes                         | Jane Melway                          | Jani Ildikó        |
| 1989 | Karácsonyi vakáció                  | National Lampoon's Christmas Vacation | Nora Griswold                        | Pásztor Erzsi      |
| 1989 | Karácsonyi vakáció                  | National Lampoon's Christmas Vacation | Nora Griswold                        | Tóth Judit         |
| 1990 | Veszett a világ                     | Wild at Heart                         | Marietta Fortune                     | Moór Marianna      |
| 1990 | Veszett a világ                     | Wild at Heart                         | Marietta Fortune                     | Básti Juli         |
| 1991 | Halálcsók                           | A Kiss Before Dying                   | Mrs. Corliss                         |                    |
| 1991 | Rózsa és tövis                      | Rambling Rose                         | anya                                 | Hámori Ildikó      |
| 1992 | Csókolj, ölelj, tégy raboddá!       | Hold Me, Thrill Me, Kiss Me           | Lucille                              |                    |
| 1992 |                                     | Forever                               | Mabel Normand                        |                    |
| 1992 | Kém Rt. – Kémek, hazugságok, alibik | Spies Inc.                            | Alice                                |                    |
| 1993 | Özvegyek klubja                     | The Cemetery Club                     | Lucille Rubin                        |                    |
| 1993 |                                     | Carnosaur                             | Dr. Jane Tiptree                     |                    |
| 1993 | Fater élve vagy halva               | Father Hood                           | Rita                                 | Martin Márta       |
| 1995 | Pokoli szeretet                     | Mother                                | Olivia Hendrix                       |                    |
| 1995 |                                     | Mrs. Munck                            | Mrs. Munck                           |                    |
| 1995 | Dühöngő angyalok                    | Raging Angels                         | Kate nővér                           | Illyés Mari        |
| 1996 | Ez az életem                        | Citizen Ruth                          | Ruth anyja (stáblistán nem szerepel) |                    |
| 1996 | Kísért a múlt                       | Ghosts of Mississippi                 | Caroline Moore nagymama              | Szabó Éva          |
| 1997 | James Dean: Végzetes száguldás      | James Dean: Race with Destiny         | Mama Pierangeli                      |                    |
| 1998 | A nemzet színe-java                 | Primary Colors                        | Stanton mama                         | Várnagy Kati       |
| 1998 |                                     | Route 66                              | ismeretlen szerep                    |                    |
| 1999 |                                     | Can't Be Heaven                       | Nona Gina                            |                    |
| 2000 | 28 nap                              | 28 Days                               | Bobbie Jean                          | Mednyánszky Ági    |
| 2000 |                                     | The Law of Enclosures                 | Bea                                  |                    |
| 2001 | A Papa és ők                        | Daddy and Them                        | Jewel                                |                    |
| 2001 |                                     | Rain                                  | Audrey Turnquick                     |                    |
| 2002 | Ahol a bűn lakozik                  | Redemption of the Ghost               | Helen néni                           |                    |
| 2002 |                                     | More than Puppy Love                  | Edna néni                            |                    |
| 2003 |                                     | Charlie's War                         | Jobie                                |                    |
| 2005 | A leggyorsabb Indian                | The World's Fastest Indian            | Ada                                  | Tóth Judit         |
| 2006 |                                     | Come Early Morning                    | Nana                                 |                    |
| 2006 |                                     | When I Find the Ocean                 | Edna                                 |                    |
| 2006 | Inland Empire                       | Inland Empire                         | Marilyn Levens                       | Tóth Judit         |
| 2008 |                                     | Jake's Corner                         | Fran                                 |                    |
| 2009 | Amerikai gólyahír                   | American Cowslip                      | Roe                                  |                    |
| 2013 |                                     | Grave Secrets                         | Emily Barnes                         |                    |
| 2014 |                                     | Just Before I Go                      | Mamma (stáblistán nem szerepel)      |                    |
| 2015 |                                     | I Dream Too Much                      | Vera                                 |                    |
| 2015 | Joy                                 | Joy                                   | Mimi                                 | Hámori Ildikó      |
| 2016 | Sophie és a felkelő nap             | Sophie and the Rising Sun             | Ruth Jeffers                         |                    |
| 2016 |                                     | Amerigeddon                           | Betty                                |                    |
| 2019 |                                     | Boonville Redemption                  | Mary nagymama                        |                    |
| 2019 | Megkésett kitüntetés                | The Last Full Measure                 | Alice Pitsenbarger                   | Rátonyi Hajnalka   |
| 2020 |                                     | Charlie's Christmas Wish              | Nana                                 |                    |
| 2021 |                                     | Charming the Hearts of Men            | Alice Paul                           |                    |
| 2022 |                                     | Gigi & Nate                           | Blanche mama                         |                    |
| 2022 |                                     | Isle of Hope                          | Carmen                               |                    |

### Televízió

#### Tévéfilmek
| Év   | Magyar cím                        | Eredeti cím                            | Szerep               | Magyar hang        |
| ---- | --------------------------------- | -------------------------------------- | -------------------- | ------------------ |
| 1973 |                                   | The Devil's Daughter                   | Alice Shaw           |                    |
| 1976 |                                   | Addie and the King of Hearts           | Irene Davis          |                    |
| 1977 |                                   | The November Plan                      | Laura Taylor         |                    |
| 1978 |                                   | Thaddeus Rose and Eddie                | Carlotta             |                    |
| 1979 | Willa                             | Willa                                  | Mae                  | Béres Ilona        |
| 1980 |                                   | Guyana Tragedy: The Story of Jim Jones | Lynette Jones        |                    |
| 1982 |                                   | Desperate Lives                        | Carol Cameron        |                    |
| 1983 |                                   | Grace Kelly                            | Margaret Kelly       |                    |
| 1984 |                                   | I Married a Centerfold                 | Jeanette Bryan       |                    |
| 1985 |                                   | Crime of Innocence                     | Rose Hayward         |                    |
| 1987 | Gyermekáldás                      | Celebration Family                     | Mrs. Heflin          |                    |
| 1988 | Bluegrass                         | Bluegrass                              | Verna Howland        | Borbáth Ottília    |
| 1990 |                                   | Rock Hudson                            | Kay                  |                    |
| 1990 | A hasonmás                        | The Lookalike                          | Mary Helen Needam    |                    |
| 1991 |                                   | Shadow of a Doubt                      | Emma                 |                    |
| 1994 |                                   | Hush Little Baby                       | Edie                 |                    |
| 1996 |                                   | The Siege at Ruby Ridge                | Irma Coulter         |                    |
| 1997 | A zsaru családja 2. – A hitszegők | Breach of Faith: A Family of Cops 2    | Shelly Fein néni     | Menszátor Magdolna |
| 1997 | A zsaru családja 2. – A hitszegők | Breach of Faith: A Family of Cops 2    | Shelly Fein néni     | Bessenyei Emma     |
| 1997 | A Westing-játszma                 | Get a Clue                             | Berthe Erica Crow    |                    |
| 1998 |                                   | The Staircase                          | Margaret nővér       |                    |
| 2000 |                                   | Best Actress                           | önmaga               |                    |
| 2000 | Súlyos titkok                     | Sharing the Secret                     | Nina anyja           |                    |
| 2000 |                                   | Christy: The Movie                     | Alice Henderson      |                    |
| 2002 | Kapcsolat a mennyországgal        | Living with the Dead                   | Regina Van Praagh    | Bókai Mária        |
| 2002 | Szegények orvosa                  | Damaged Care                           | Mary "Rhodie" Rhodes |                    |
| 2003 |                                   | Aftermath                              | anya                 |                    |
| 2004 | Gracie választása                 | Gracie's Choice                        | Louela Lawson        |                    |
| 2007 | Nora Roberts: Azúrkék égbolt      | Montana Sky                            | Bess                 | Kassai Ilona       |
| 2008 |                                   | Mayerthorpe                            | Roszko anyja         |                    |
| 2018 |                                   | Christmas Lost and Found               | Frances nagymama     |                    |

#### Sorozatok
| Év        | Magyar cím                           | Eredeti cím                            | Szerep                                           | Megjegyzések                                 |
| --------- | ------------------------------------ | -------------------------------------- | ------------------------------------------------ | -------------------------------------------- |
| 1957      |                                      | Decoy                                  | Selma Richmond                                   | 1 epizód                                     |
| 1958      |                                      | The Big Story                          | Vera                                             | 1 epizód                                     |
| 1958      |                                      | The Walter Winchell File               | Lois                                             | 1 epizód                                     |
| 1958–1959 |                                      | Naked City                             | Kathie Mills / Yankee Cretias                    | 2 epizód                                     |
| 1959      |                                      | Deadline                               | Judy                                             | 1 epizód                                     |
| 1961      |                                      | The Detectives                         | Gloria Tyler                                     | 1 epizód                                     |
| 1963      |                                      | Wide Country                           | Alma Prewitt                                     | 1 epizód                                     |
| 1963      |                                      | Armstrong Circle Theatre               | Charlotte Cable                                  | 1 epizód                                     |
| 1963      |                                      | 77 Sunset Strip                        | Helen Saunders                                   | 1 epizód                                     |
| 1963      |                                      | Perry Mason                            | Miss Frances                                     | 1 epizód                                     |
| 1963      |                                      | Mr. Novak                              | Mrs. Otis                                        | 1 epizód                                     |
| 1963      |                                      | Hazel                                  | Sharlene                                         | 1 epizód                                     |
| 1964      |                                      | The Fugitive                           | Stella                                           | 1 epizód                                     |
| 1964      |                                      | The Great Adventure                    | Annie Thompson                                   | 1 epizód                                     |
| 1964      |                                      | Bob Hope Presents the Chrysler Theatre | Cissy                                            | 1 epizód                                     |
| 1964–1967 |                                      | Gunsmoke                               | Bonnie Mae Haley / Lulu / Elena Kerlin           | 3 epizód                                     |
| 1966      |                                      | Daniel Boone                           | Ronda Cameron                                    | 1 epizód                                     |
| 1966      |                                      | Shane                                  | Amy Sloate                                       | 1 epizód                                     |
| 1967      |                                      | The Big Valley                         | Muriel Akely                                     | 1 epizód                                     |
| 1968      |                                      | Ironside                               | Peggy Barnard                                    | 1 epizód                                     |
| 1969      |                                      | Then Came Bronson                      | Valerie Faber                                    | 1 epizód                                     |
| 1971–1972 |                                      | The Secret Storm                       | Kitty Styles                                     |                                              |
| 1975      |                                      | Movin' On                              | Amy                                              | 1 epizód                                     |
| 1976      |                                      | City of Angels                         | Laura                                            | 1 epizód                                     |
| 1978      |                                      | Black Beauty                           | Amelia Gordon                                    | minisorozat (1 epizód)                       |
| 1980–1981 |                                      | Alice                                  | Belle Dupree                                     | 22 epizód                                    |
| 1980–1985 | Szerelemhajó                         | The Love Boat                          | Christa Johanson / Bernice Bronson / Ruby Gibson | 3 epizód                                     |
| 1983      |                                      | Faerie Tale Theatre                    | anya                                             | 1 epizód                                     |
| 1989      | Dowling atya nyomoz                  | Father Dowling Mysteries               | Arlene                                           | 1 epizód                                     |
| 1989      |                                      | Heartland                              | Marjorie                                         | 1 epizód                                     |
| 1990      | Az éjszaka árnyai                    | In the Heat of the Night               | Maybelle Cheseboro                               | 1 epizód                                     |
| 1992      |                                      | Middle Ages                            | Bebe Cooper                                      | 1 epizód                                     |
| 1993      |                                      | L.A. Law                               | Celeste Bauman                                   | 1 epizód                                     |
| 1993      |                                      | Harts of the West                      | Alison's Mom                                     | 1 epizód                                     |
| 1993      |                                      | Sisters                                | Belle Adderly                                    | 1 epizód                                     |
| 1993      | Quinn doktornő                       | Dr. Quinn, Medicine Woman              | Charlotte Cooper                                 | 2 epizód                                     |
| 1994      |                                      | Directed by                            | Evie                                             | 1 epizód                                     |
| 1994–1997 |                                      | Grace Under Fire                       | Louise Burdette                                  | 2 epizód                                     |
| 1996      |                                      | Cold Lazarus                           | Martina Masdon                                   | minisorozat (3 epizód)                       |
| 1997      | Angyali érintés                      | Touched by an Angel                    | Carolyn Sellers                                  | 1 epizód                                     |
| 2000      | Mrs. Klinika                         | Strong Medicine                        | Annabelle Lee Stowe                              | 2 epizód                                     |
| 2001      |                                      | Christy, Choices of the Heart          | Alice Henderson                                  | 2 epizód                                     |
| 2004      | Kingdom Hospital – A félelem kórháza | Kingdom Hospital                       | Sally Druse                                      | - 13 epizód - magyar hangja: - Gyimesi Pálma |
| 2005      | Döglött akták                        | Cold Case                              | Zelda Amatuzzi (2005)                            | 1 epizód                                     |
| 2006      | Vészhelyzet                          | ER                                     | Mrs. Pooler                                      | 1 epizód                                     |
| 2011–2013 | Megvilágosultam                      | Enlightened                            | Helen Jellicoe                                   | 16 epizód                                    |
| 2012      |                                      | Deadtime Stories                       | Barnsey                                          | minisorozat (1 epizód)                       |
| 2016      | Ray Donovan                          | Ray Donovan                            | hölgy a motelben                                 | 1 epizód                                     |
| 2016–2022 | Chesapeake Shores                    | Chesapeake Shores                      | Nell O'Brien                                     | 43 epizód                                    |
| 2021      | Az ifjú Sheldon                      | Young Sheldon                          | Hortense                                         | 1 epizód                                     |

## Fontosabb díjak és jelölések
| Jelölt mű               | Díj                | Kategória                                                                  | Átadó éve | Eredmény | Ref.   |
| ----------------------- | ------------------ | -------------------------------------------------------------------------- | --------- | -------- | ------ |
| Alice már nem lakik itt | Oscar-díj          | Legjobb női mellékszereplő                                                 | 1975      | Jelölve  | [ 13 ] |
| Alice már nem lakik itt | Golden Globe-díj   | Legjobb női mellékszereplő                                                 | 1975      | Jelölve  | [ 14 ] |
| Alice már nem lakik itt | BAFTA-díj          | Legjobb női mellékszereplő                                                 | 1976      | Elnyerte | [ 15 ] |
| Alice                   | Golden Globe-díj   | Legjobb televíziós női mellékszereplő (sorozat, minisorozat vagy tévéfilm) | 1981      | Elnyerte | [ 14 ] |
| Veszett a világ         | Golden Globe-díj   | Legjobb női mellékszereplő                                                 | 1991      | Jelölve  | [ 14 ] |
| Veszett a világ         | Oscar-díj          | Legjobb női mellékszereplő                                                 | 1991      | Jelölve  | [ 13 ] |
| Rózsa és tövis          | Oscar-díj          | Legjobb női mellékszereplő                                                 | 1992      | Jelölve  | [ 13 ] |
| Rózsa és tövis          | Golden Globe-díj   | Legjobb női mellékszereplő                                                 | 1992      | Jelölve  | [ 14 ] |
| Quinn doktornő          | Primetime Emmy-díj | Legjobb vendégszínésznő (drámasorozat)                                     | 1993      | Jelölve  | [ 16 ] |
| Grace Under Fire        | Primetime Emmy-díj | Legjobb vendégszínésznő (vígjátéksorozat)                                  | 1994      | Jelölve  | [ 16 ] |
| Angyali érintés         | Primetime Emmy-díj | Legjobb vendégszínésznő (drámasorozat)                                     | 1997      | Jelölve  | [ 16 ] |

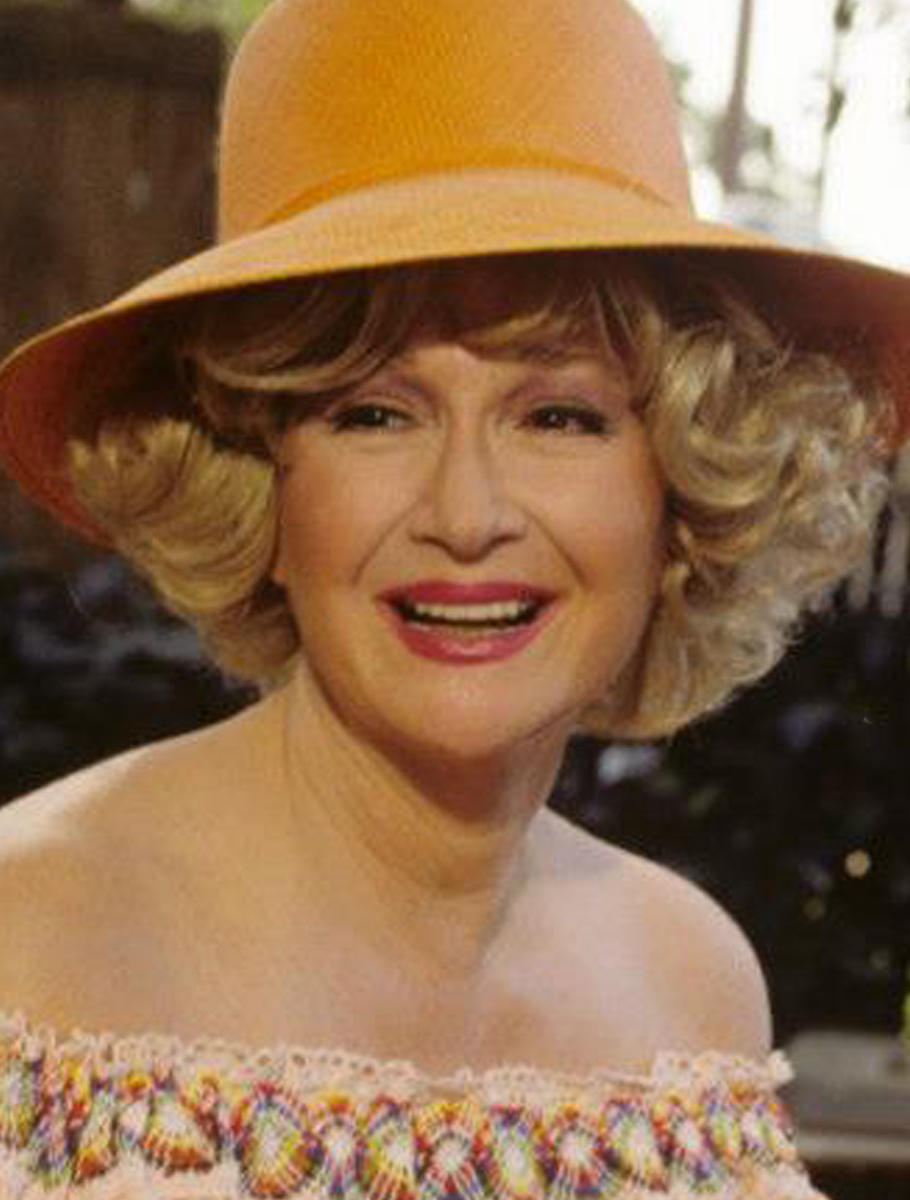
A Csókolj, ölelj, tégy raboddá! (1992) című filmben

2010-ben saját csillagot kapott a Hollywood Walk of Fame-n.

## Fordítás
- Ez a szócikk részben vagy egészben  a   Diane Ladd című angol Wikipédia-szócikk ezen változatának fordításán alapul.  Az eredeti cikk szerkesztőit annak laptörténete sorolja fel. Ez a jelzés csupán a megfogalmazás eredetét és a szerzői jogokat jelzi, nem szolgál a cikkben szereplő információk forrásmegjelöléseként.